# ドマンタス・サボニス
ドマンタス・サボニス（Domantas Sabonis , 1996年5月3日 - ）は、リトアニアのプロバスケットボール選手。アメリカ合衆国オレゴン州ポートランド出身。NBAのサクラメント・キングスに所属している。ポジションはパワーフォワードまたはセンター。

## 経歴

### オクラホマシティ・サンダー
ゴンザガ・ブルドッグス男子バスケットボール部で2シーズンプレーした後、2016年のNBAドラフトにアーリーエントリーを表明。11位でオーランド・マジックから指名された後、ドラフト当日にオクラホマシティ・サンダーとの間でサージ・イバーカを軸とした大型トレードが成立し、サンダーに入団した。

### インディアナ・ペイサーズ

#### 2017–18シーズン
2017年7月1日、ポール・ジョージとのトレードでビクター・オラディポとともにインディアナ・ペイサーズへ移籍。予想もしなかったトレードだったため、サボニスは2017のNBAサマーリーグを欠場しただけでなく、2017年バスケットボール欧州選手権のリトアニア代表チームにも参加しなかった。2017-18シーズンのブルックリン・ネッツとの開幕戦でデビューを果たし、16得点、7リバウンドを記録してペイサーズは140-131で勝利した。10月29日のサンアントニオ・スパーズ戦で22得点、11リバウンドを記録し、チームを97-94で勝利に貢献した。2018年4月8日に行われたシャーロット・ホーネッツ戦でキャリア・ハイとなる30得点を記録、試合はペイサーズが123-117で勝利した。

#### 2018–19シーズン
2018-19シーズン開始前にペイサーズはサボニスのチームオプションを行使したため、残留となった。2018年10月31日のニューヨーク・ニックス戦にて、12本中12本のシュートを沈め、当時キャリアハイの30得点を記録しチームは107-101で勝利した。11月19日のユタ・ジャズ戦では19得点、9リバウンド、キャリアハイの9アシストを記録し、ペイサーズを121-94で勝利に貢献した。

#### 2019–20シーズン
2019-20シーズン開始1日前の10月21日に、ペイサーズと4年総額7700万ドルで契約を延長した。11月1日のクリーブランド・キャバリアーズ戦にて、当時キャリアハイの17リバウンドを記録し、チームは102-95で勝利した。2019年12月、2年連続でリトアニア年間最優秀選手に選ばれた。12月15日のシャーロット・ホーネッツ戦で12試合連続ダブル・ダブルを達成した。この記録で2009年にトロイ・マーフィーが記録した11試合連続を塗り替え、ペイサーズの球団記録となった。2020年1月21日のデンバー・ナゲッツ戦では、22得点、15リバウンド、10アシストのトリプル・ダブルを達成し、リトアニア出身の選手がトリプル・ダブルを記録するのは初の快挙である。1月26日の試合では、27得点、14リバウンド、キャリアハイの11アシストを記録し、自身2回目のトリプル・ダブルを達成した。1月30日時点でサボニスは1試合平均18得点、12.8リバウンド、4.6アシストを記録しており、実績が評価され2020年のNBAオールスターゲームに選出された。オールスターゲームではチーム・レブロンに選ばれ、19分間の出場で2得点、6リバウンドを記録した。

#### 2020–21シーズン
このシーズンも主力として活躍し、オールスターウィークエンドのスキルチャレンジで優勝。オールスターゲームにも2年連続で選出された。

### サクラメント・キングス

#### 2021–22シーズン
2022年2月8日にタイリース・ハリバートン、バディ・ヒールド、トリスタン・トンプソンとのトレードでジェレミー・ラム、ジャスティン・ホリデー、2023年のドラフト2巡目指名権と共にサクラメント・キングスへ移籍した。翌日のミネソタ・ティンバーウルブズ戦でキングスデビューを果たして22得点、14リバウンド、5アシストを記録し、チームは132-119で勝利した。

#### 2022–23シーズン
12月21日のロサンゼルス・レイカーズ戦で通算20度目のトリプル・ダブルとなる13得点、21リバウンド、12アシストを記録し、チームは134-120で勝利した。2日後のワシントン・ウィザーズ戦で20得点、15リバウンド、10アシストを記録し、2試合連続でトリプル・ダブルを達成した。
2023年1月13日のヒューストン・ロケッツ戦でキャリアハイとなる16アシストを含む19得点、15リバウンドを記録し、チームは139-114で勝利した。なお、キングスの選手が15-15-15以上のトリプル・ダブルを達成したのは、1965年のオスカー・ロバートソン以来約58年ぶりであった。2月1日のサンアントニオ・スパーズ戦でシーズンハイとなる34得点を含む11リバウンド、4アシスト、2スティール、2ブロックを記録し、チームは119-109で勝利した。
2月2日に自身3度目となるオールスターにチームメイトのディアロン・フォックスと共に選出された。なお、キングスの選手がオールスターに選ばれるのは、2016年のデマーカス・カズンズ以来約7年ぶりであった。
このシーズン、サボニスはリーグ1位となるシーズン平均12.3リバウンドを記録し、自身初となるリバウンド王を獲得した。そのうえ、キャリアハイとなるフィールドゴール成功率61.5%、7.3アシストを記録し、自身初となるオールNBAサードチームにチームメイトのディアロン・フォックスと共に選出された。 
また、このシーズンにチームは17年ぶりにプレーオフに進出したが、ゴールデンステート・ウォリアーズとの第1回戦で第7戦の末に敗れた。

#### 2023–24シーズン
7月2日にキングスとの5年総額2億1700万ドルの延長契約に合意し、これはリトアニアのスポーツ史上最高額の契約となった。
12月18日のワシントン・ウィザーズ戦で通算35度目のトリプル・ダブルとなる28得点、13リバウンド、12アシストを記録し、チームは143-131で勝利した。2024年1月29日のメンフィス・グリズリーズ戦でキャリアハイとなる26リバウンドを含む20得点（フィールドゴール成功率90%）、5アシストを記録し、チームは103-94で勝利した。なお、フィールドゴール成功率90%以上で20-25-5以上のダブル・ダブルを達成したのは、ウィルト・チェンバレン以来NBA史上2人目であった。
2月13日のフェニックス・サンズ戦で通算50度目のトリプル・ダブルとなる35得点、18リバウンド、12アシスト、3ブロックを記録したが、チームは125-130で惜敗した。3月22日のミルウォーキー・バックス戦でシーズン47度目のダブル・ダブルとなる22得点、11リバウンド、8アシストを記録し、ジェリー・ルーカスが保持していたシーズンダブル・ダブル回数のフランチャイズ記録を更新した。3月25日のフィラデルフィア・76ers戦でシーズン25度目のトリプル・ダブルかつ54試合連続ダブル・ダブルとなる11得点、13リバウンド、10アシストを記録し、チームは108-96で勝利した。なお、シーズン25度目のトリプル・ダブルを達成したのは、オスカー・ロバートソン、ウィルト・チェンバレン、ラッセル・ウェストブルック、ニコラ・ヨキッチに次いで史上5人目となった。また、ケビン・ラブが保持していた53試合連続ダブル・ダブル（1976-77シーズン以降）のNBA記録を更新した。

#### 2024–25シーズン
6月14日にキングスはドマンタスが父・アルヴィーダスを讃えるために背番号を「11」に変更することを発表した。なお、背番号「11」はキングスにおいてボブ・デイビスの永久欠番であったが、遺族の同意を得て着られることとなった。10月26日のロサンゼルス・レイカーズ戦で自身59度目のトリプル・ダブルとなる29得点、12リバウンド、10アシストを記録し、通算トリプル・ダブル回数でラリー・バードに並んだ。11月6日のトロント・ラプターズ戦で17得点（フィールドゴール成功率100%）、11リバウンド、13アシスト、0ターンオーバーを記録し、FG成功率100%、0ターンオーバー、ファールなしでトリプル・ダブルを達成したNBA史上初の選手となった。12月12日のニューオーリンズ・ペリカンズ戦でシーズンハイとなる32得点を含む20リバウンド、3アシスト、2スティールを記録し、チームは111-109で辛勝した。 
2025年1月10日のボストン・セルティックス戦でキャリアハイを更新する28リバウンドを含む23得点、3アシスト、1ブロックを記録し、チームは114-97で勝利した。

## 個人成績

### NBA

#### レギュラーシーズン
| シーズン     | チーム       | GP  | GS  | MPG  | FG%  | 3P%  | FT%  | RPG   | APG | SPG | BPG | TO  | PPG  |
| ------------ | ------------ | --- | --- | ---- | ---- | ---- | ---- | ----- | --- | --- | --- | --- | ---- |
| 2016–17      | OKC          | 81  | 66  | 20.1 | .399 | .321 | .657 | 3.6   | 1.0 | .5  | .4  | 1.0 | 5.9  |
| 2017–18      | IND          | 74  | 19  | 24.5 | .514 | .351 | .750 | 7.7   | 2.0 | .5  | .4  | 1.9 | 11.6 |
| 2018–19      | IND          | 74  | 5   | 24.8 | .590 | .529 | .715 | 9.3   | 2.9 | .6  | .4  | 2.2 | 14.1 |
| 2019–20      | IND          | 62  | 62  | 34.8 | .540 | .254 | .723 | 12.4  | 5.0 | .8  | .5  | 2.7 | 18.5 |
| 2020–21      | IND          | 62  | 62  | 36.0 | .535 | .321 | .732 | 12.0  | 6.7 | 1.2 | .5  | 3.4 | 20.3 |
| 2021–22      | IND          | 47  | 46  | 34.7 | .580 | .324 | .740 | 12.1  | 5.0 | 1.0 | .5  | 3.0 | 18.9 |
| 2021–22      | SAC          | 15  | 15  | 33.6 | .554 | .235 | .743 | 12.3  | 5.8 | .9  | .3  | 3.0 | 18.9 |
| 2022–23      | SAC          | 79  | 79  | 34.6 | .615 | .373 | .742 | 12.3* | 7.3 | .8  | .5  | 2.9 | 19.1 |
| 2023–24      | SAC          | 82  | 82  | 35.7 | .594 | .379 | .704 | 13.7* | 8.2 | .9  | .6  | 3.3 | 19.4 |
| 2024–25      | SAC          | 70  | 70  | 34.7 | .590 | .417 | .754 | 13.9* | 6.0 | .7  | .4  | 2.9 | 19.1 |
| 通算         | 通算         | 646 | 506 | 30.8 | .560 | .347 | .729 | 10.7  | 4.9 | .8  | .5  | 2.6 | 16.1 |
| オールスター | オールスター | 3   | 0   | 16.3 | .571 | ---  | .500 | 3.7   | .7  | .0  | .0  | 1.0 | 3.3  |

#### プレーオフ
| シーズン | チーム | GP | GS | MPG  | FG%  | 3P%  | FT%   | RPG  | APG | SPG | BPG | TO  | PPG  |
| -------- | ------ | -- | -- | ---- | ---- | ---- | ----- | ---- | --- | --- | --- | --- | ---- |
| 2017     | OKC    | 2  | 0  | 3.0  | .000 | .000 | 1.000 | 1.0  | .0  | .5  | .5  | .0  | 2.0  |
| 2018     | IND    | 7  | 0  | 23.7 | .581 | .143 | .778  | 4.6  | .7  | .1  | .3  | 1.0 | 12.4 |
| 2019     | IND    | 4  | 0  | 24.0 | .414 | .250 | .643  | 7.3  | 4.0 | .8  | .3  | 1.3 | 8.5  |
| 2023     | SAC    | 7  | 7  | 34.7 | .495 | .200 | .571  | 11.0 | 4.7 | 1.4 | .9  | 3.7 | 16.4 |
| 通算     | 通算   | 13 | 0  | 20.6 | .511 | .167 | .750  | 4.8  | 1.6 | .4  | .3  | 1.1 | 9.6  |

### カレッジ
| シーズン | チーム   | GP | GS | MPG  | FG%  | 3P%  | FT%  | RPG  | APG | SPG | BPG | PPG  |
| -------- | -------- | -- | -- | ---- | ---- | ---- | ---- | ---- | --- | --- | --- | ---- |
| 2014–15  | ゴンザガ | 38 | 1  | 21.6 | .668 | ---  | .664 | 7.1  | .9  | .4  | .3  | 9.7  |
| 2015–16  | ゴンザガ | 36 | 31 | 31.9 | .611 | .357 | .769 | 11.8 | 1.8 | .6  | .9  | 17.6 |
| 通算     | 通算     | 74 | 32 | 26.6 | .632 | .357 | .729 | 9.4  | 1.3 | .5  | .6  | 13.5 |

## 家族
- 父は元リトアニア代表でオリンピック金メダリストのアルヴィーダス・サボニス。母は1988年のミス・コンテストで優勝したイングリダ・ミケリョニーテ＝サボニエネ（リトアニア語版）。父のアルヴィーダスがNBAのポートランド・トレイルブレイザーズでプレイしていたときに、オレゴン州ポートランドで生まれた[46][47]。